# Barney Oldfield

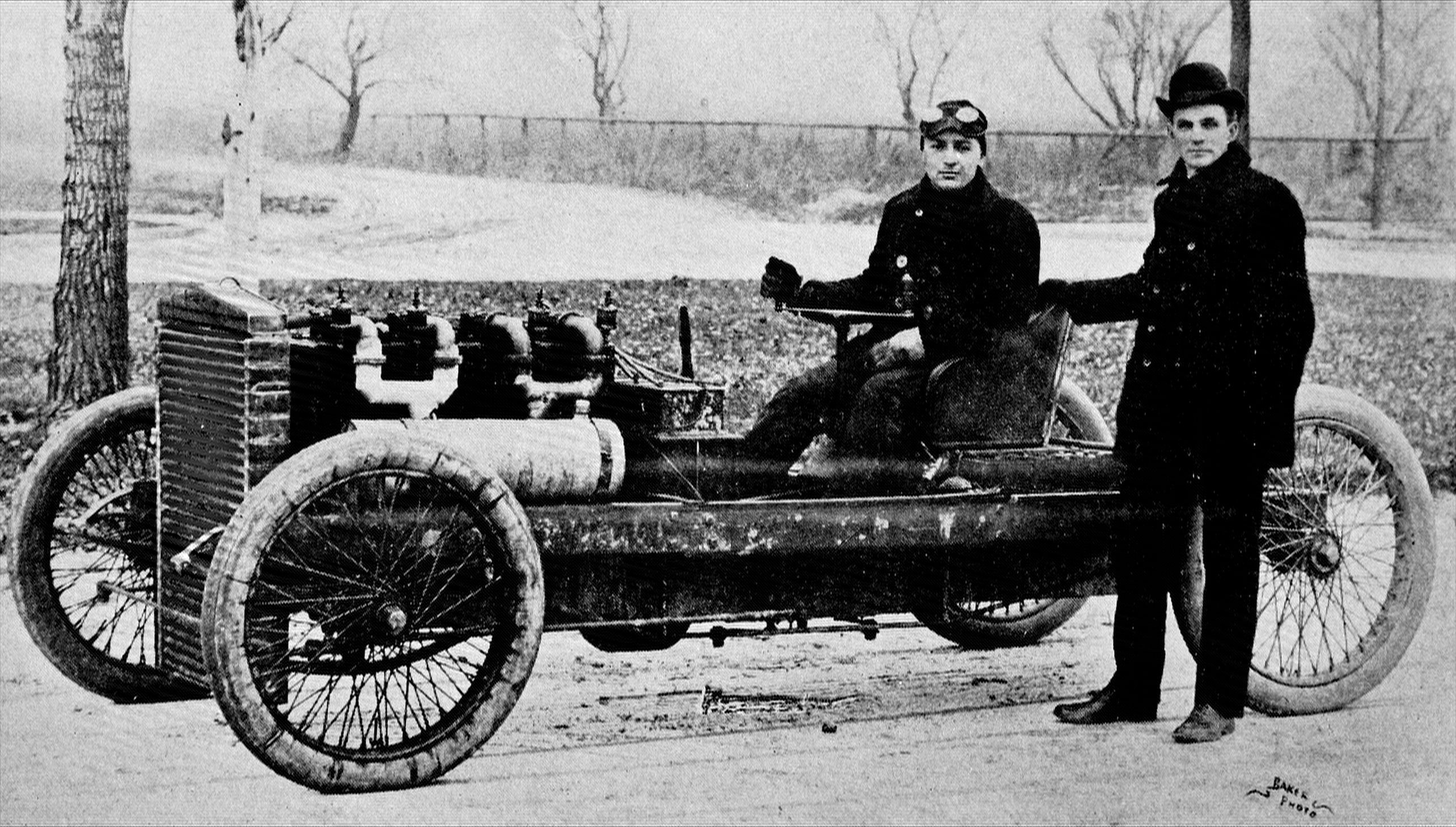
Oldfield (sentado) em 1902 com o famoso Ford 999, seu primeiro carro, com Henry Ford (em pé) ao seu lado.

Berna Eli Oldfield, mais conhecido como Barney Oldfield (Wauseon, 29 de janeiro de 1878 –– Beverly Hills, 4 de outubro de 1946), foi um automobilista estadunidense. 
Um dos pioneiros do automobilismo, o nome de Oldfield se tornou sinônimo de velocidade nas duas primeiras décadas do século XX. Oldfield iniciou sua carreira no automobilismo em 1902, e passou a correr regularmente durante os próximos dezesseis anos, quando anunciou sua aposentadoria das pistas, em 1918. Dentre os recordes que estabeleceu e/ou quebrou durante sua carreira, destaca-se o estabelecido em 1903, quando se tornou o primeiro homem a dirigir um carro a 60 milhas por hora (aproximadamente 96 km/h).